# Люблінсько-Холмська єпархія
Люблінсько-Холмська єпархія (Люблинсько-Холмська єпархія, пол. Diecezja Lubelsko-Chełmska) — єпархія Польської Православної Церкви. Охоплює воєводства південно-східної Польщі. Кафедральне місто — Люблін. Кафедральний собор — Преображенський (Люблін).

## Історія
За історичними джерелами відомо що православна церква існувала у Любліні вже у 1395 році.Православна Люблінсько-Хелмська єпархія була відновлена рішенням Собору Єпископів Польської Православної Церкви від 1 березня 1989 р. Вона є прямим продовжувачем традиції колишньої Холмської єпархії. 
На момент заснування єпархія мала 16 парафій, поділених на 2 деканати. В єпархії існував також монастир св. Онуфрія в Яблочині, який перебуває під юрисдикцією Митрополита Варшавського і всієї Польщі, та Вища православна духовна семінарія в Яблочині.Створення єпархії суттєво вплинуло на пожвавлення релігійного життя та розвиток православної церкви на цих землях. Нині єпархія поділяється на 5 деканатів,має 31 парафію, 5 філій, чоловічий монастир і жіночий релігійний дім, має 48 храмів і близько 270 цвинтарів. В єпархії працює 27 священиків і 3 штатних,резиденція архієпископа знаходиться в Любліні.
Люблінський катедральний собор Преображення Господнього є найстарішим храмом у Польщі, який належить православній церкві. Перші відомості про православний храм у Любліні походять з 1395 року. Люблін був містом, розташованим поблизу польсько-русинського етнічного кордону. Окрім польського населення, тут ще в середні віки поселялися православні русини(українці). Нинішня церква була зведена на початку XVII ст., після згоряння попередньої, у надзвичайно важкі для Православної Церкви роки. Ймовірно, він був освячений у 1633 році київським митрополитом Петром (Могилою). 
Люблінську православну церкву кілька разів відбирали у православних, остаточно вона стала уніатською в 1695 р. А 1875 році вона була повернута до православ’я.Протягом ХХ століття вона кілька разів служила кафедральним храмом титулярних єпископів Любліна, починаючи з 1989 р. вперше в історії є катедрою єпископа – ординарія Люблінсько-Хелмської дієцезії.
У минулому Хелм був духовною столицею Холмщини, і православні мали тут багато храмів. Наразі залишилася лише невелика церква св. апостола Іоанна Богослова. Інші не існують або належать римо-католицькій церкві, як-от собор Різдва Богородиці на Холмській горі, зведений у 17 столітті на місці храму, заснованого князем Данилом у 13 столітті. , яка була першою катедрою Холмських єпископів.Хелмська церква св.Іоанна була зведена в 1840 році, будучи на той час єдиним православним храмом у місті. Після 1918 року вона знову стала єдиною православною церквою в Хелмі.Сюди перенесено образ Хелмської ікони Божої Матері. З 1989 року церква св. Іоанна Богослова служить другою катедрою Люблінського і Холмського єпископів. 
Єдиним православним монастирем Люблінсько-Хелмської єпархії є чоловічий монастир св. Онуфрія Великого, єгипетського відлюдника IV ст.Монастир був заснований наприкінці XV ст.Особливу роль він відіграв під час Берестейської унії, на той час був значним центром православ'я. У першій половині XVII століття тут навіть був резиденцією православного єпископа Хелма. Цей монастир, як один з небагатьох, протягом усієї своєї історії залишався православним. Період його найбільшого розквіту припав на початок ХХ ст., коли тут проживало 80 монахів, діяло 5 шкіл, амбулаторія, господарство. Найбільшим святом монастиря є день його покровителя – св. Онуфрія Великого (25 червня).
У 1993 році відзначалося 360-річчя храму Преображення Господнього. Кульмінаційним моментом урочистостей стали урочистості 17 жовтня 1993 року з нагоди свята Люблінської чудотворної ікони Божої Матері , на яких були присутні численні гості та паломники з Люблінсько-Хелмської єпархії та інших єпархій Православної Церкви в Польщі, а також з України, Німеччини та Франції. Літургійним святкуванням передувала наукова конференція, присвячена історії люблінського костелу, за участю багатьох науковців з Польщі, України та Московії.
У житті єпархії велика увага приділяється збереженню пам’яті про минуле та традиції Церкви. Наприклад, у 1992 р. урочисто відзначали 110-ту річницю народження та 20-ту річницю смерті попереднього єпископа Холмського Іларіона. На з’їзді духовенства та мирян Люблінсько-Хелмської єпархії 6 лютого 1996 р. було засновано єпархіальну комісію історичної пам’яті, завданням якої є робота над розбудовою ідентичності вірних та пізнання минулого єпархії.
Одним із значних православних центрів на Хелмщині був монастир у Турковіцах. Існував уже у XVI ст., ліквідований у XVIII ст., відроджений як жіночий монастир на початку ХХ ст.. Після Першої світової війни польська влада не дала згоди на його існування, тут була сільськогосподарська школа. в будівлях, яка знаходиться там і сьогодні. Цей монастир був відомий Турковицькою іконою Божої Матері, тисячі паломників приходили сюди на щорічне свято навіть у період, коли монастиря вже не існувало. Ця традиція зникла після виселення православного українського населення з цих теренів у 1940-х роках. У значно скромнішому вигляді її відродили у 1980-х роках, але вже в Томашові-Любельському, де найближче до Турковіц знаходився діючий православний храм. Протягом кількох років, після зміни геополітичної ситуації та становлення незалежної України, до Томашова на свято приїжджала велика кількість колишніх мешканців цих земель, колись переселених в Україну та на західні терени Польщі. На церковні свята приїжджають і в інших містах Хелмщини, таких як Хелм, Грубешів, Гола. 28 серпня 2008р за розпорядженням архієпископа Люблінського і Холмського Авеля було засновано жіночий монастир  Покрови Матері Божої в Турковіцах . Настоятелькою монастиря стала сестра Євфалія (Золотарьова).
Незважаючи на занепад, Польська Православна Церква зберегла численні цінні пам’ятки: православні храми, цвинтарі, іконостаси, богослужбовий інвентар, ікони. Часто протягом багатьох років вони залишалися покинутими і зазнавали великих руйнувань. З 80-х років їх почали реставрувати. Консерваційні роботи фінансувалися як державою, так і за рахунок внесків вірних.Наразі було відремонтовано кілька православних церков: у Любліні, Голі, Влодаві, Кобилянах, Хелмі, Вославіцех, Грубешові, Дубєнці, Сосновиці та монастир у Яблочині, їхнє обладнання зазнало капітального ремонту: у Хелмі, Голі, Грубешові, Любліні. Незважаючи на це, багато храмів все ще чекають початку чи завершення консерваційних робіт.
У межах своїх скромних коштів єпархія веде і видавничу діяльність.У 1990 році було видано кілька богослужбових книг. У 1993 році, з нагоди 360-ліття освячення катедрального собору в Любліні, вийшов польською та українською мовами нарис його історії, а в 1993-1995 рр. вийшло три видання теки про монастир св. Онуфрія в Яблочині.У 1995 році з публікацією праці видатного православного богослова о. Й.Мейєндорфа « Шлюб у Православ’ї »,було відкрито видавничу серію «Світло Преображення», яка має представити багатство богослов’я та духовності християнського Сходу. Важливим пунктом є також православ'я. «Світло віри і джерело досвіду» за редакцією К. і Я. Леснєвських, яка є ніби компендіумом знань про православ'я. Було також опубліковано близько десятка листівок та ікон. Були також спроби видавати періодичні видання: у 1992 р. вийшло одне число «Wiadomości Diocese Lubelsko». -Chełmska» , Братство Православної Молоді в Любліні видавало молодіжний журнал « Православний » (1991-1992), а в 1995 році православна парафія в Любліні видала кілька номерів тримовного парафіяльного часопису також під назвою « Православний ».Видавнича діяльність здійснювалася завдяки дотаціям, отриманим від державних установ та органів місцевого самоврядування, а також власним коштам єпархії. Книги, видані в 1995 році, були надруковані в Греції і є подарунком Грецької Православної Церкви Люблінсько-Хелмській єпархії. У видавничих планах єпархії на найближчі роки ще кілька видань.                                  Вже кілька років єпархія організовує у Тересполі фестиваль східнослов’янських колядок. Надзвичайно важливою подією в історії єпархії стала канонізація мучеників Холмських і Підляських у 2003 році, коли до лику святих було зараховано вісім осіб, які загинули мученицькою смертю під час Другої світової війни.

## Єпископи
Люблінське вікаріатство Холмської єпархії
- Маркелл (Попель) (8 липня 1875 — 9 грудня 1878)
- Модест (Стрільбицький) (9 грудня 1878 — 7 червня 1885)
- Флавіан (Городецький) (29 червня 1885 — 14 січня 1891)
- Гедеон (Покровський) (12 січня 1892 — 22 грудня 1896)
- Тихон (Беллавін) (19 жовтня 1897 — 14 вересня 1898)
- Герман (Іванов) (1 листопада 1898 — 5 грудня 1902)
- Євлогій (Георгіївський) (2 січня 1903 — 18 липня 1905)

Люблінське вікаріатство Варшавської єпархії
- Олександр (Іноземцев) (4 червня — кінець 1922)
- Антоній (Марценко) (25 лютого 1923—1928)
- Савва (Советов) (3 квітня 1932—1937)
- Тимофій (Шреттер) (27 листопада 1938 — 15 липня 1946)
- Никанор (Неслуховський) (21 лютого 1965 — 5 травня 1966)
- Олексій (Ярошук) (22 січня 1970 — 23 червня 1971)
- Симон (Романчук) (26 листопада 1979 — 31 липня 1981)
- Адам (Дубець) (30 січня — 30 жовтня 1983)

Люблінська єпархія
- Авель (Поплавський) (з 25 березня 1989)

## Благочинні округи
- Біла Підляська (7 парафій: Біла Підляська (2, 2 церкви - обидві у Білій-Підляській), Загорів (3 церкви - Загорів, Конти, Хорощинка), Київець (1 церква), Носів (1 церква), Седлець (1 церква))
- Холм (3 парафії: Холм (5 церков - Березно, Войславичі, Дубенка, Руда, Холм), Горостита (5 церков - Голя, Горостита, Каплоноси, Коденець, Сосновиця та 2 каплиці - Волосковоля та Голя))
- Люблін (5 парафій: Дратів (1 церква), Люблін (3 церкви - Люблін (2), Колеховичі), Люблін (1 церква), Пулави (1 церква), Сандомир (1 церква))
- Тереспіль (11 парафій: Голешів (1 церква), Добратиче (1 церква), Заболоття(1 церква - Заболоття та 2 каплиці - Заболоття, Ленюшки), Кобиляни (1 церква), Кодень (1 церква), Копитів (2 церкви), Костомлоти (1 церква), Межилісся (2 церкви - Бокінка-Панська, Межилісся та 2 каплиці - Матяшівка та Межилісся), Тереспіль (1 церква та 1 каплиця), Янівка (1 церква))
- Замостя (6 парафій: Білгорай (2 церкви - Білгорай та Щебрешин), Боньча (2 церкви - Боньча та Вілька-Краснічинська), Грубешів (2 церкви - Грубешів та Долобичів), Замостя (1 церква та 1 каплиця - обидів Замостя), Тарногород (3 церкви - Корхув Перший, Кульно, Тарногород та 1 каплиця - Плуси), Томашів (2 церкви - Лосінець, Томашів)).

## Монастирі
- Монастир святого Серафима Саровського в Костомолотах
- Монастир покрови Пресвятої Богородиці в Турковичах
- Жіночий монастир св. Миколая Чудотворця в Голешуві.

колишні
- Ліснинський богородицький монастир (жіночі; Лісна)